# Нарбона-Бикока (Кунео)
Нарбона-Бикока је насеље у Италији у округу Кунео, региону Пијемонт.
Према процени из 2011. у насељу је живело 47 становника. Насеље се налази на надморској висини од 668 м.